# Lithotomie
Een lithotomie is een operatie met als doel calculi te verwijderen uit bepaalde organen, zoals nierstenen uit de nieren, blaasstenen uit de urineblaas of galstenen uit de galblaas te verwijderen wanneer deze het lichaam niet langs natuurlijke weg langs het urinewegstelsel kunnen verlaten.